# Manifestation du 8 octobre 1870
Le 8 octobre 1870 le Comité central républicain des Vingt arrondissements appelle les Parisiens à manifester contre la politique du Gouvernement de la Défense nationale.
Déjà le 5 octobre, Gustave Flourens a fait défiler près de 10 000 hommes en armes (surtout des Bellevillois), devant l'hôtel de ville, où siège le Gouvernement qu'ils pensent ainsi impressionner. Le 7, Théodore Sapia, commandant du 146e bataillon de la Garde mobile essaie en vain d'entraîner ses troupes contre le gouvernement. Il est arrêté.
Le 8 octobre, le Comité central républicain des Vingt arrondissements organise une manifestation pour imposer au gouvernement de fixer une date rapide pour les élections municipales (les maires ont été nommés le 7 septembre 1870 par le gouvernement qui pense ainsi contrôler les quartiers de la capitale). S'y ajoute la volonté de contraindre le gouvernement à renoncer à son intention de supprimer les caisses des compagnies de la Garde nationale. Également la Garde nationale veut conserver le droit d'élire et de révoquer ses officiers, droit que le gouvernement veut lui retirer.
Au lieu des milliers de Gardes nationaux attendus, les manifestants sont peu nombreux. C'est un échec pour le Comité. Le gouvernement est provisoirement vainqueur par forfait. Peu désireux d'envenimer les choses, le gouvernement renonce à poursuivre les meneurs, ce qui entraîne la démission le 11 octobre du préfet de police Émile de Kératry, partisan de la manière forte.

## Sources
- Bernard Noël, Dictionnaire de la Commune, Flammarion, collection Champs, 1978.